# شوارتساخ
شوارتساخ (به آلمانی: Schwarzach, Lower Bavaria) یک شهر در آلمان است که در اشتراوبینگ-بوگن واقع شده‌است.

## خصوصیات
شوارتساخ ۳۳٫۲۴ کیلومترمربع مساحت دارد ۳۶۰-۱٬۰۹۵ متر بالاتر از سطح دریا واقع شده‌است.